# Венска стаза
Венска стаза или веностаза је стање спорог протока крви у венама, обично доњих удова.

## Етиологија
Најчешћи узроци венске стазе су:
- Гојазност
- Трудноћа
- Претходно оштећење ноге
- Крвни угрушак
- Пушење дувана
- Отицање и упала вене близу коже
- Конгестивна срчана инсуфицијенција.[2]
- Дуги периоди непокретности који се могу јавити током дуготрајне вожње, летења авионом, одмора у кревету (хоспитализације) или ношења ортопедског гипса.[2]

## Клиничка слика
Оток око глежњева је често први знак који се примећује код пацијента када је активан, праћен осећајем тежине у ногама  када стоји или хода.
Остали симптоми могу укључивати:
- Кожа око или изнад чланака изгледа црвенкасте, жућкасте или браон боје
- Проширене вене, које изгледају уврнуте, испупчене и тамно љубичасте или плаве
- Свраб
- Бол
- Ране које цуре, стварају кору или изгледају љускаве
- Задебљана кожа око глежњева или потколеница
- Губитак длаке на глежњевима или потколеницама

## Терапија
Пошто је циркулација главни проблем, лекар може предложити операцију за поправку оштећених вена. Без обзира да ли је то опција или не, постоје и други начини да се течност креће у  ногама:
- Примена компресијских чарапа, које смањују отицање и побољшавају проток крви.

- Држање ноге подигнуте изнад нивоа срца, у трајању од 15 минута свака 2 сата и док спавате.

- Не мировати предуго. Шетати често.

- За лечење болова, црвенила или отока, лекар може прописати стероид или други лек за токалну употребу на глежњевима и ногама.
- Антихистаминска пилула или крема могу помоћи ако вас сврбе ноге.

- Код појаве чирева умотатати оболело подручје медицинским завојем да би чиреви зарасчи.
- Ако је присутна инфекцију, лекар може прописати антибиотску пилулу или крему.

- Хидратантна крема може помоћи код суве коже и одржати област меком. Вазелин и густе креме могу бити добре опције.

## Превенција
Препоруке клиничара за смањење венске стазе су повећање ходања, телесне вежб и повремене пнеуматске компресије када је то могуће.